# Veleropilina zografi
Veleropilina zografi är en blötdjursart som först beskrevs av Philippe Dautzenberg och Fischer 1896.  Veleropilina zografi ingår i släktet Veleropilina och familjen Neopilinidae. Inga underarter finns listade i Catalogue of Life.